# Ulica Wesoła we Wrocławiu

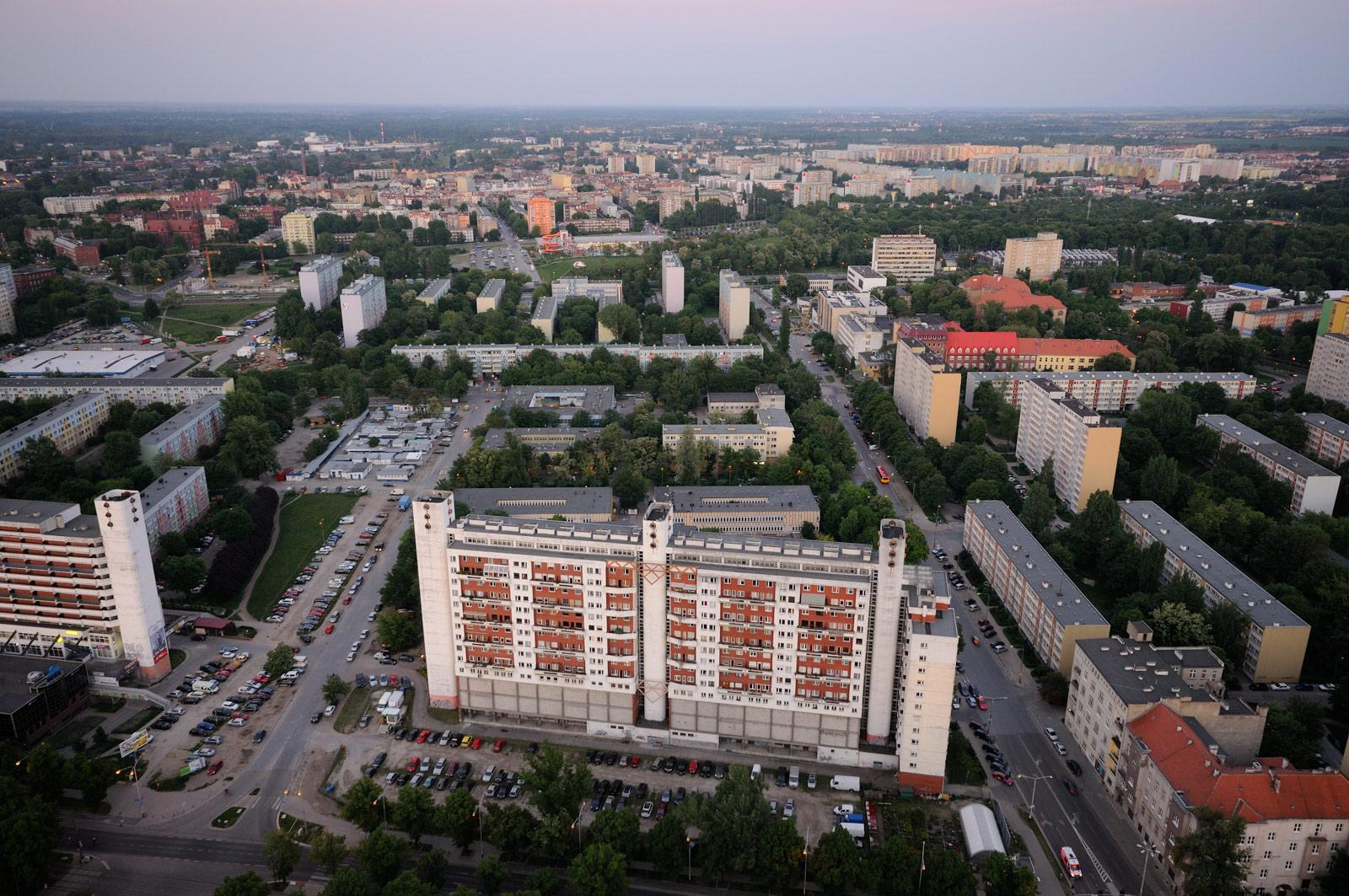
Po lewej ul. Radosna i dalszeu-ulsz

Ulica Wesoła – ulica położona we Wrocławiu na osiedlu Huby, w dawnej dzielnicy Krzyki. Ma 472 m długości i biegnie od ulicy Borowskiej do ulicy Gajowej, oraz obejmuje sięgacz o długości 126 m. Ulica przebiega przez obszar wpisany do gminnej ewidencji zabytków pod pozycją Huby i Glinianki, którego historyczny układ urbanistyczny podlega ochronie. Ponadto przy ulicy i w najbliższym otoczeniu znajdują się obiekty wpisane do gminnej ewidencji zabytków. Przed II wojną światową ulica Wesoła wraz z ulicami Szczęśliwą, Radosną, Pabianicką i Marka Petrusewicza oraz nieistniejącym fragmentem przy rondzie Żołnierzy Wyklętych, stanowiła jedną ulicę – Augustastrasse – lecz w wyniku powstania w okresie powojennym nowej zabudowy, ulica ta została podzielona na kilka ulic z odrębnymi nazwami, a jedną z nich jest ulica Wesoła.

## Historia
Obszar osiedla Huby, przez który przebiega ulica Wesoła, został włączony w granice miasta w 1868 r. Obecna ulica Wesoła powstała jako część długiej arterii biegnącej od ulicy Icchaka Lejba Pereca (Rehdiger Strasse) i placu Icchaka Lejba Pereca (Rehdiger Platz), z jedną wspólną nazwą Augustastrasse. W 1901 r. istniała zachodnia część tej ulicy, natomiast odcinek tworzący dzisiejszą ulicę Wesołą istniał tylko w niewielkim fragmencie bezpośrednio przy ulicy Borowskiej (Bohrauerstrasse), gdzie istniała już zabudowa. W 1926 r. istniała już cała ulica, w znacznej części zabudowana. Podział ulicy na kilka odrębnych ulic następował sukcesywnie po II wojnie światowej.
Sama ulica Augustastrasse zabudowana była eleganckimi kamienicami dla bogatszej części ówczesnej warstwy średniej. Kamienice przy tej ulicy powstawały już od lat 70. XIX wieku, choć najwięcej budynków powstało w latach 1890–1910 – 112 budynków, przy czym dotyczyło to całej ulicy, a więc także dzisiejszej ulicy Szczęśliwej, Radosnej, Pabianickiej, Marka Petrusewicza i Wesołej. Po I wojnie światowej przy ulicy Wesołej zbudowano dom parafialny św. Henryka (Kościół św. Henryka położony jest przy ulicy Glinianej 18), w którym mieściły się między innymi biblioteka i przedszkole św. Antoniego prowadzone przez siostry Boromeuszki, a który stanowił także miejsce spotkań działających w parafia św. Henryka stowarzyszeń katolickich. Budynek ten nie istnieje zniszczony w 1945 r..
W rejonie osiedla Huby pod koniec II wojny światowej, podczas oblężenia Wrocławia w 1945 r., prowadzone były działania wojenne. Front dotarł do ulicy Przestrzennej (Goethego), około 25–26 marca 1945 r. Trwały tu zacięte i bezpardonowe walki niemal o pojedyncze budynki. W wyniku tych działań znaczna część zabudowy uległa zniszczeniu, choć niektórzy autorzy publikacji wskazują, że w tym rejonie miasta bardzo dużo zniszczeń było wynikiem podpaleń dokonanych przez żołnierzy Armii Radzieckiej dokonanych po zdobyciu tego obszaru.
Odbudowę i nową zabudowę w tej części miasta rozpoczęto w latach 50. XX wieku i kontynuowano w latach 60. XX wieku w ramach budowy osiedla mieszkaniowego „Huby”. Część zabudowy ulicy została zachowana dzięki przywróceniu nadających się jeszcze do eksploatacji kamienic do stanu pozwalającego na ich użytkowanie. Z kolei w ramach budowy osiedla Huby, oprócz typowych bloków wolnostojących budowano także budynki w zabudowie plombowej. Nowa zabudowa zmieniała częściowo układ komunikacyjny osiedla. Przy ulicy Wesołej i Przestrzennej nowa zabudowa przecięła bieg południowego odcinka ulicy Ciepłej (Gottschallstrasse), ograniczając tę ulicę do sięgacza ulicy Glinianej.
Podział ulicy Szczęśliwej (przedwojennej ulicy Augustastrasse) na kilka ulic następował etapami. I tak w latach 1972–1973 wyodrębniono ulicę Pabianicką, następnie ulicę Wesołą w 1974 r., Radosną i Marka Petrusewicza w 2008 r., pozostawiając powojenną nazwę ulicy dla zachodniego jej odcinka. Po tych zmianach współczesna ulica Wesoła obejmuje wschodni odcinek dawnej ulicy.

## Nazwa
W swojej historii ulica nosiła następujące nazwy:
- Augustastrasse, do 15.05.1946 r.[7][8][13][31]
- Szczęśliwa, od 15.05.1946 r. do 20.12.1974 r.[7][13][29][30]
- Wesoła, od 20.12.1974 r.[1][7][13][31].

Niemiecka nazwa ulicy Augustastrasse upamiętniała cesarzową Niemiec Augustę, urodzoną w 30.09.1811 r. w Weimarze, zmarłą w 7.01.1890 r. w Berlinie, żonę cesarza Wilhelma I. Powojenna nazwa ulicy – ulica Szczęśliwa – została nadana przez Zarząd Miejski i ogłoszona w okólniku nr 33 z 15.05.1946 r.. Współczesna nazwa ulicy – ulica Wesoła – została nadana uchwałą Rady Narodowej Wrocławia z dnia 20.12.1974 r. nr VI/28/74.

## Układ drogowy
Ulica Wesoła biegnie od ulicy Borowskiej do ulicy Gajowej. Ulica łączy się z następującymi drogami kołowymi:
| Powiązanie   | kierunek | Droga                    | Fotografia | Opis               |
| ------------ | -------- | ------------------------ | ---------- | ------------------ |
| skrzyżowanie | ↑ ↓      | ulica Marka Petrusewicza |            |                    |
| skrzyżowanie | ← →      | ulica Borowska zbiorcza  |            |                    |
| skrzyżowanie | ←        | ulica Ciepła             |            |                    |
| skrzyżowanie | →        | sięgacz                  |            |                    |
| skrzyżowanie | ← →      | ulica Łódzka             |            | na wprost          |
| skrzyżowanie | ← →      | ulica Tomaszowska        |            | widok wzdłuż ulicy |
| skrzyżowanie | ← →      | ulica Gajowa             |            | na wprost          |

## Drogi przypisane do ulicy
Do ulicy Wesołej przypisana jest droga gminna (numer drogi 105727D, numer ewidencyjny drogi G1057270264011), która obejmuje:
- ulicę o długości 472 m
- sięgacz o długości 126 m[h][1][42]

Nawierzchnia ulicy wykonana jest jako brukowana z kamiennej kostki granitowej, z wyjątkiem krótkiego odcinka przy skrzyżowaniu z ulicą Borowską, gdzie zastosowano masę bitumiczną (sięgacz częściowo jako bruk granitowy, częściowo z masy bitumicznej). Ulica przebiega przez teren położony na wysokości bezwzględnej od 120,4 do 121,0 m n.p.m. (sięgacz 121,0 do 121,5 m n.p.m.). Ulica (podobnie jak powiązane z nią pozostałe ulice z wyjątkiem ulicy Borowskiej) położona jest w strefie ograniczenia prędkości do 30 km/h. Wskazana jest w ramach tej strefy dla ruchu rowerowego w powiązaniu z drogami rowerowymi biegnącymi wzdłuż ulicy Borowskiej.
Ulica położona jest na działkach ewidencyjnych o łącznej powierzchni  11 840 m² (11 845 m²).
| Odcinek                                         | Działka                              | Powierzchnia          | Fotografia            |
| ----------------------------------------------- | ------------------------------------ | --------------------- | --------------------- |
| od ulicy Borowskiej do ulicy Ciepłej i sięgacza | działka nr 68 AM-17 obręb Południe   | 2664 m² (2 675 m²)    |                       |
| od ulicy Ciepłej i sięgacza do ulicy Gajowej    | działka nr 66/2 AM-18 obręb Południe | 7100 m²               |                       |
| razem ulica                                     | 9764 m² (9 775 m²)                   | 9764 m² (9 775 m²)    | 9764 m² (9 775 m²)    |
| sięgacz przy ulicy                              | działka nr 29 AM-27 obręb Południe   | 247 m² (248 m²)       |                       |
| sięgacz przy numerach 11a-13b                   | działka nr 31 AM-27 obręb Południe   | 1829 m² (1 822 m²)    |                       |
| razem sięgacz                                   | 2076 m² (2 070 m²)                   | 2076 m² (2 070 m²)    | 2076 m² (2 070 m²)    |
| razem                                           | 11 840 m² (11 845 m²)                | 11 840 m² (11 845 m²) | 11 840 m² (11 845 m²) |

## Zabudowa i zagospodarowanie

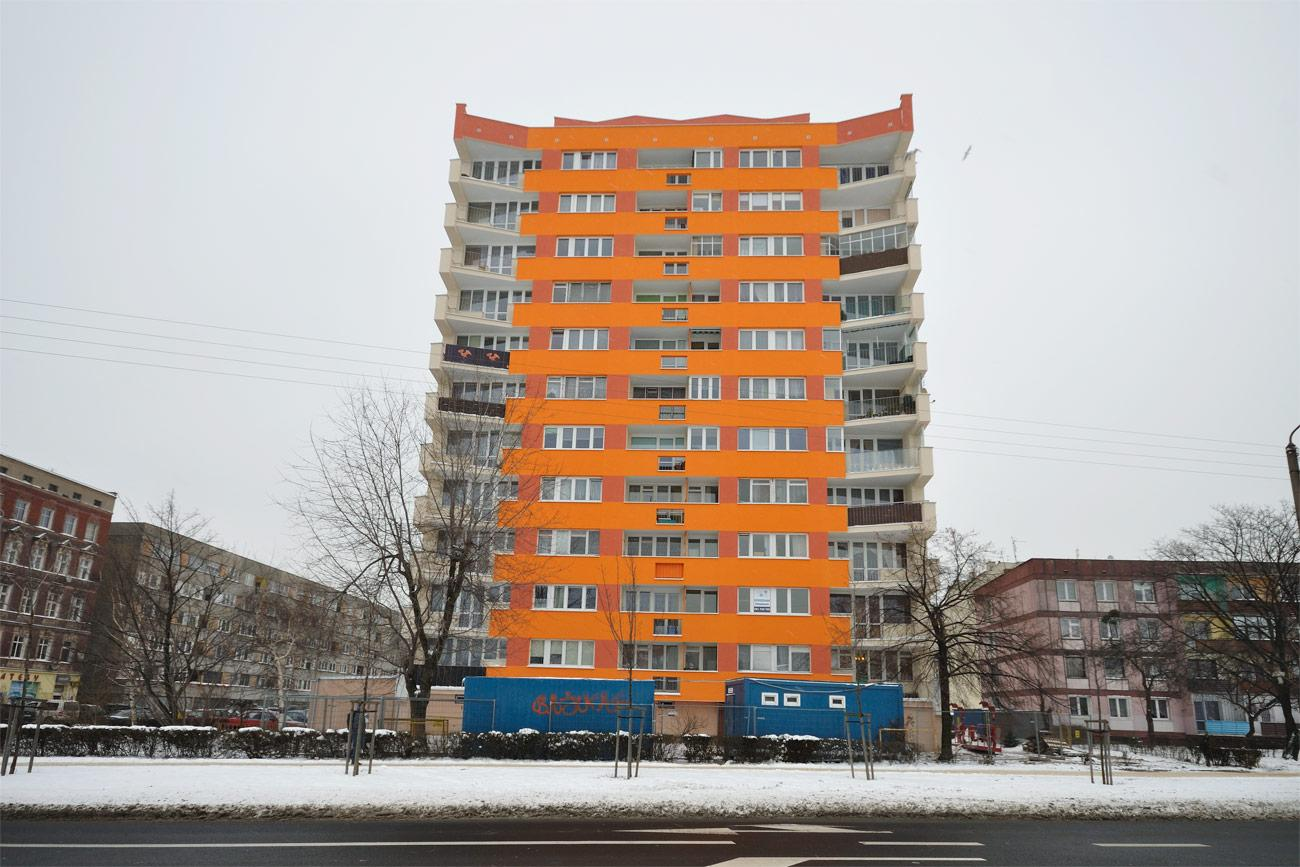
Ul. Wesoła 1

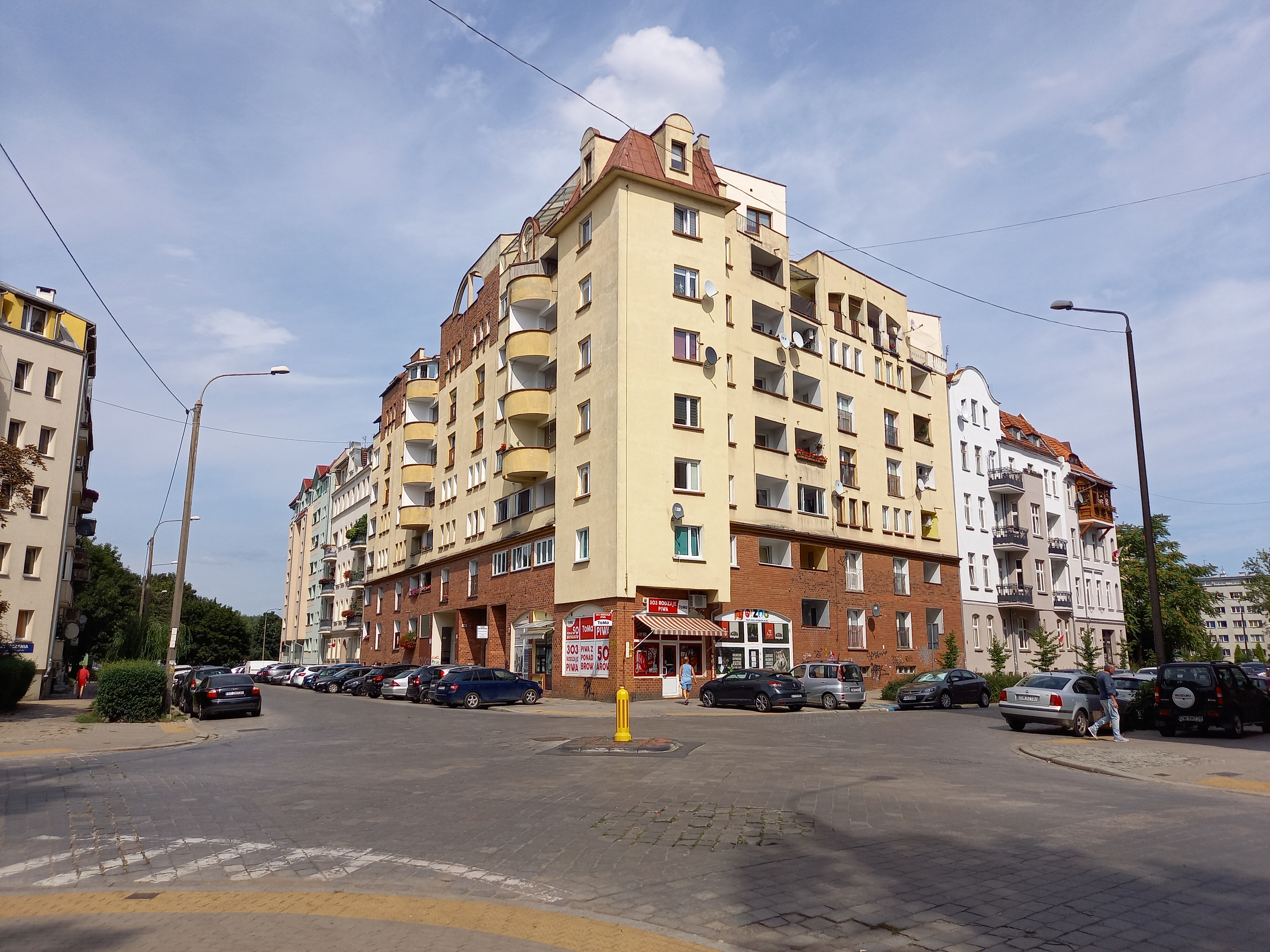
Ul. Wesoła 36

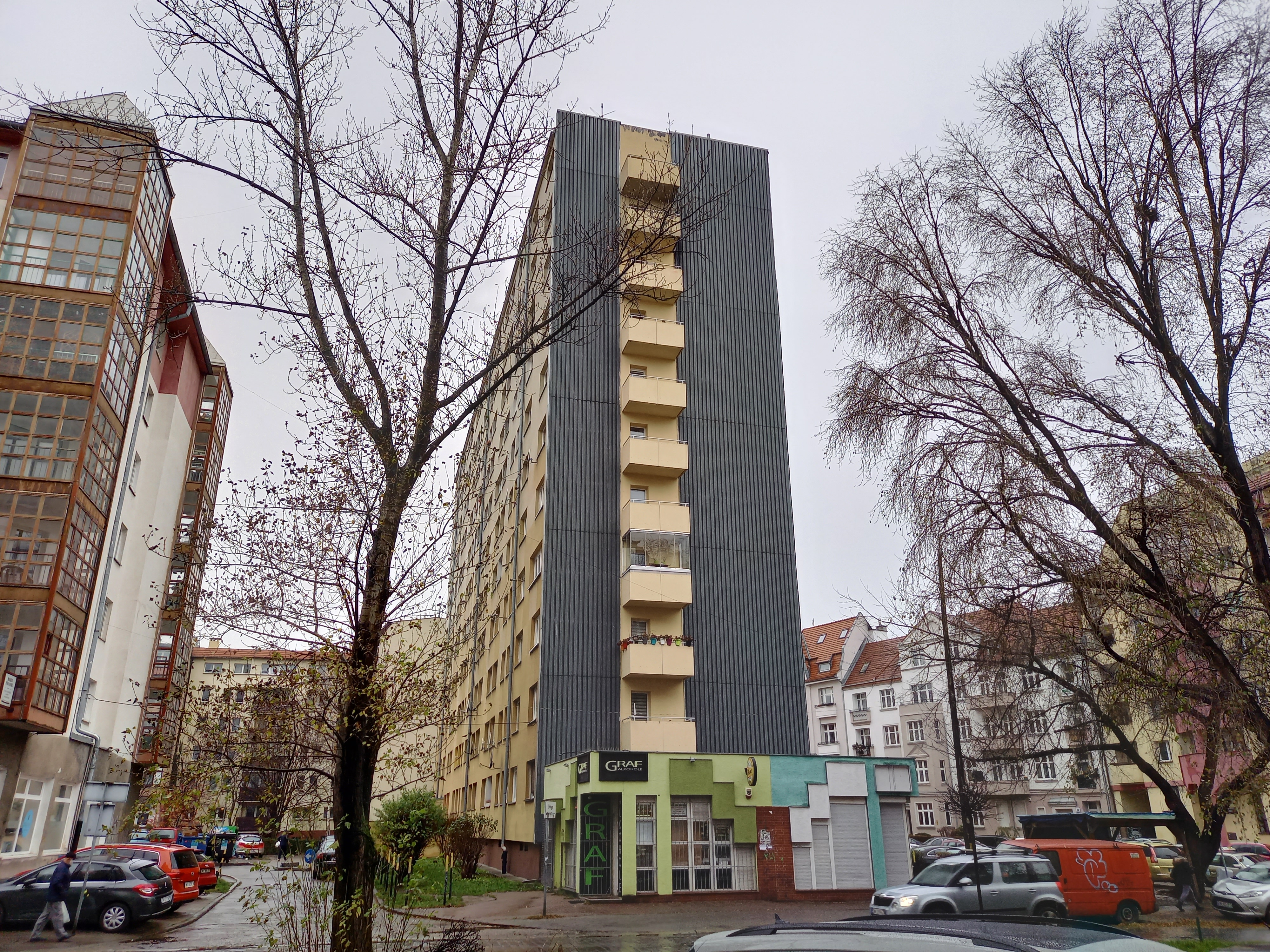
Ul. Wesoła 37, 39, 41

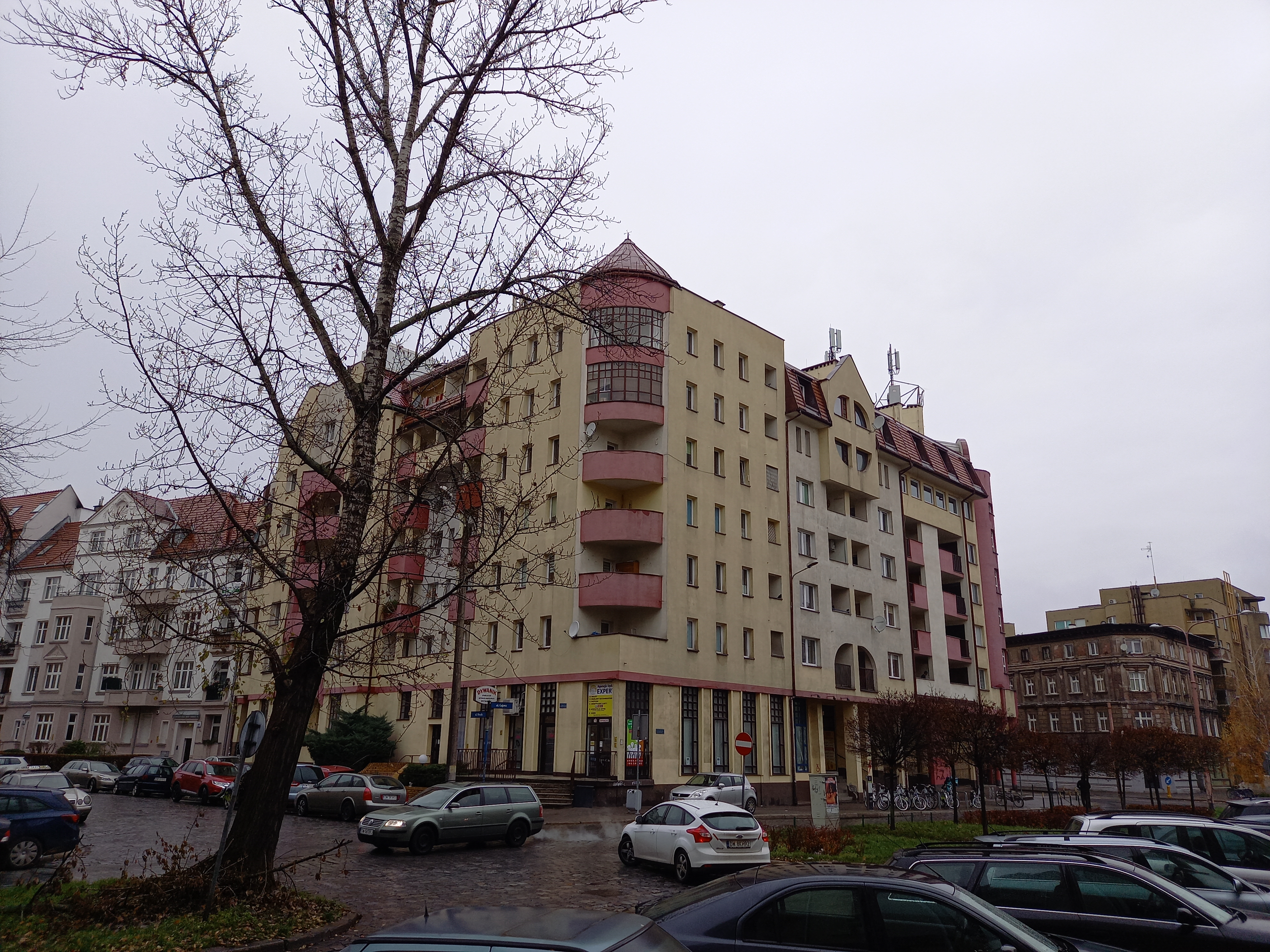
Ul. Wesoła 50

Ulica przebiega przez obszar zabudowy śródmiejskiej. Współczesna ulica Wesoła jest w tym obszarze jedynie ulicą osiedlową, powiązaną z ulicą Borowską, która stanowi szkielet przestrzeni publicznej osiedla, oraz z ulicą Gajową stanowiącą lokalne centrum. Dla tak ukształtowanej ulicy dominującą funkcją zabudowy jest funkcja mieszkalna położonych tu budynków. Są to kamienice, budynki w uzupełniającej zabudowie plombowej i wolnostojące bloki mieszkalne. Dominuje zabudowa od pięciu do ośmiu kondygnacji, z wyłączeniem jednoklatkowego budynku przy ulicy Wesołej 1 (budynek typu Punktowiec przy ulicy Jastrzębiej we Wrocławiu), który ma dwanaście kondygnacji i trzyklatkowego bloku przy ulicy Wesołej 37, 39, 41 także o dwunastu kondygnacjach. Za budynkami przy ulicy Wesołej 26-34a we wnętrzu międzyblokowym położony jest Rodzinny Ogród Działkowy Bajki.

## Punkty adresowe i budynki
Punkty adresowe przy ulicy Wesołej (wg stanu na 2021 r.):
- strona południowa – numery nieparzyste:
  - ulica Wesoła 1[63]: budynek mieszkalny (12 kondygnacji)[59]
  - ulica Wesoła 5[64]: budynek mieszkalny (5 kondygnacji)[65]
  - ulica Wesoła 7[66]: budynek mieszkalny (5 kondygnacji)[65]
  - ulica Wesoła 9[67]: budynek mieszkalny (5 kondygnacji)[68]
  - ulica Wesoła 11[69]: budynek mieszkalny (5 kondygnacji)[70]
  - ulica Wesoła 11a (sięgacz)[71]: kamienica[5] mieszkalna (6 kondygnacji)[72]
  - ulica Wesoła 13[73]: budynek mieszkalny (5 kondygnacji)[74]
  - ulica Wesoła 13a (sięgacz)[75]: kamienica[5] mieszkalna (5 kondygnacji)[76]
  - ulica Wesoła 13b (sięgacz)[77]: kamienica[5] mieszkalna (5 kondygnacji)[78]
  - ulica Wesoła 15[79]: budynek mieszkalny (5 kondygnacji)[80]
  - ulica Wesoła 17[81]: budynek mieszkalny (5 kondygnacji)[82]
  - ulica Wesoła 19[83]: budynek mieszkalny (5 kondygnacji)[84]
  - ulica Wesoła 21[85]: budynek mieszkalny (5 kondygnacji)[86]
  - ulica Wesoła 23[87]: budynek mieszkalny (5 kondygnacji)[88]
  - ulica Wesoła 25[89]: budynek mieszkalny (5 kondygnacji)[90]
  - ulica Wesoła 27[91]: budynek mieszkalny (5 kondygnacji)[92]
  - ulica Wesoła 29[93]: budynek mieszkalny (5 kondygnacji)[94]
  - ulica Wesoła 31[95]: budynek mieszkalny (5 kondygnacji)[96]
  - ulica Wesoła 33[97]: kamienica[5] mieszkalna (5 kondygnacji)[98]
  - ulica Wesoła 33a[99]: budynek mieszkalny (7 kondygnacji)[100]
  - ulica Wesoła 35[101]: kamienica[5] mieszkalna (5 kondygnacji)[102]
  - ulica Wesoła 35a[103]: budynek mieszkalny (6 kondygnacji)[104]
  - ulica Wesoła 37[105], 39[106], 41[107]: budynek mieszkalny (12 kondygnacji)[60]
- strona północna – numery parzyste:
  - ulica Wesoła 2[108]: budynek mieszkalny (5 kondygnacji)[109]
  - ulica Wesoła 2a: budynek przemysłowy (1 kondygnacja)[110]
  - ulica Wesoła 4[111]: kamienica[5] mieszkalna (6 kondygnacji)[112]
  - ulica Wesoła 4a (w podwórzu): budynek transportu i łączności (1 kondygnacja)[113]
  - ulica Wesoła 6 (przy ulicy Ciepłej)[114]: kamienica[5] mieszkalna (5 kondygnacji)[115]
  - ulica Wesoła 8 (przy ulicy Ciepłej)[116]: kamienica[5] mieszkalna (5 kondygnacji)[117]
  - ulica Wesoła 10[118]: budynek mieszkalny (5 kondygnacji)[119]
  - ulica Wesoła 12[120]: budynek mieszkalny (5 kondygnacji)[121]
  - ulica Wesoła 14[122]: budynek mieszkalny (5 kondygnacji)[123]
  - ulica Wesoła 16[124], 18[125], 20[126], 22[127], 24[128]: budynek mieszkalny (5 kondygnacji)[129][130][131][132][133]
  - ulica Wesoła 26[134]: budynek mieszkalny (5 kondygnacji)[135]
  - ulica Wesoła 28[136]: budynek mieszkalny (5 kondygnacji)[137]
  - ulica Wesoła 30[138]: budynek mieszkalny (5 kondygnacji)[139]
  - ulica Wesoła 32[140]: budynek mieszkalny (5 kondygnacji)[141]
  - ulica Wesoła 34[142]: budynek mieszkalny (5 kondygnacji)[143]
  - ulica Wesoła 34a[144]: budynek mieszkalny (6 kondygnacji)[145]
  - ulica Wesoła 36[146]: budynek mieszkalny (8 kondygnacji)[147]
  - ulica Wesoła 38[148], 40[149], 42[150], 44[151], 46[152], 48[153]: kamienice[5] mieszkalne (5 kondygnacji)[154]
  - ulica Wesoła 50[155]: budynek mieszkalny (7 kondygnacji)[156].

## Demografia
Ulica przebiega przez kilka rejonów statystycznych, przy czym prezentowane dane są aktualne na dzień 31.12.2020 r.:
| Rejon statystyczny nr | Liczba osób zameldowanych na pobyt stały | Gęstość zaludnienia [os./km²] | Położenie                                                   |
| --------------------- | ---------------------------------------- | ----------------------------- | ----------------------------------------------------------- |
| 931650                | 948                                      | 21 273                        | strona północna: od ul. Borowskiej do ul. Wesołej 26        |
| 931660                | 1 702                                    | 29 681                        | strona północna: od ul. Wesołej 28 do ul. Gajowej           |
| 931680                | 740                                      | 19 288                        | strona południowa: od ulicy Borowskiej do ulicy Łódzkiej    |
| 931650                | 822                                      | 36 274                        | strona południowa: od ulicy Łódzkiej do ulicy Tomaszowskiej |
| 931710                | 1 459                                    | 33 787                        | strona południowa: od ulicy Tomaszowskiej do ulicy Gajowej  |

## Ochrona i zabytki
Obszar przez który przebiega ulica Wesoła podlega ochronie i jest wpisany do gminnej ewidencji zabytków pod pozycją Huby i Glinianki. W szczególności ochronie podlega historyczny układ urbanistyczny w rejonie ulic Suchej, Hubskiej, Kamiennej i Borowskiej, wraz z Parkiem Andersa i zajezdnią oraz osiedlem w rejonie ulic Paczkowskiej i Nyskiej kształtowany sukcesywnie w latach 60. XIX wieku oraz w XX wieku i po 1945 r. Stan zachowania tego układu ocenia się na dobry.
Przy ulicy i w najbliższym sąsiedztwie znajdują się następujące zabytki wpisane do gminnej ewidencji zabytków:
| Obiekt, położenie                                                                                               | Powstanie, rodzaj ochrony                      | Fotografia |
| --- | ---------------------------------------------- | ---------- |
| Kamienica ulica Wesoła 4 (strona północna)                                                                      | około 1890 r. rodzaj ochrony: inny             |            |
| Kamienica ulica Wesoła 6 (strona północna)                                                                      | około 1905 r. rodzaj ochrony: inny             |            |
| Kamienica ulica Wesoła 8 (strona północna)                                                                      | około 1905 r. rodzaj ochrony: inny             |            |
| Kamienica ulica Wesoła 11a (strona południowa – sięgacz)                                                        | 1909 r., 2009 r. (remont) rodzaj ochrony: inny |            |
| Kamienica ulica Wesoła 13a (strona południowa – sięgacz)                                                        | około 1905 r. rodzaj ochrony: inny             |            |
| Kamienica ulica Wesoła 13b (strona południowa – sięgacz)                                                        | około 1905 r. rodzaj ochrony: inny             |            |
| Kamienica, obecnie budynek mieszkalny z usługowym parterem ulica Wesoła 33, ulica Łódzka 14 (strona południowa) | 1905 r. rodzaj ochrony: inny                   |            |
| Kamienica ulica Wesoła 35 (strona południowa)                                                                   | 1904 r. rodzaj ochrony: inny                   |            |
| Kamienica ulica Tomaszowska 1 (strona południowa)                                                               | 1904 r. rodzaj ochrony: inny                   |            |
| Kamienica ulica Wesoła 38 (strona północna)                                                                     | 1910 r. rodzaj ochrony: inny                   |            |
| Kamienica ulica Wesoła 40 (strona północna)                                                                     | 1920 r. rodzaj ochrony: inny                   |            |
| Kamienica ulica Wesoła 42 (strona północna)                                                                     | 1920 r. rodzaj ochrony: inny                   |            |
| Kamienica ulica Wesoła 44 (strona północna)                                                                     | 1920 r. rodzaj ochrony: inny                   |            |
| Kamienica ulica Wesoła 46-48 (strona północna)                                                                  | około 1915 r. rodzaj ochrony: inny             |            |

## Baza TERYT

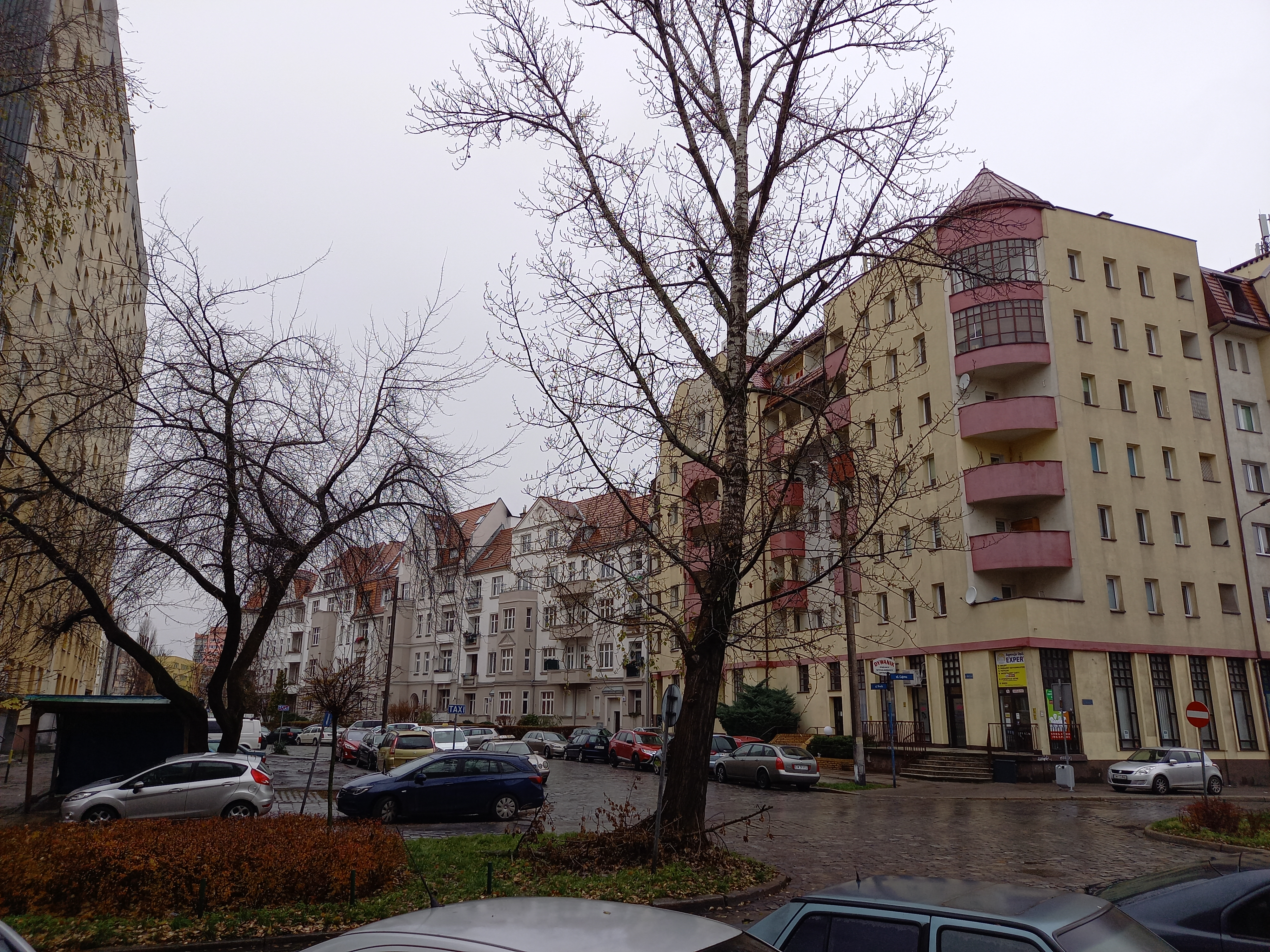
Od ul. Gajowej w kierunku ul. Tomaszowskiej

Dane Głównego Urzędu Statystycznego z bazy TERYT, spis ulic (ULIC):
- województwo: DOLNOŚLĄSKIE (02)
- powiat: Wrocław (0264)
- gmina/dzielnica/delegatura: Wrocław (0264011) gmina miejska; Wrocław-Krzyki (0264039) delegatura
- Miejscowość podstawowa: Wrocław (0986283) miasto; Wrocław-Krzyki (0986544) delegatura
- kategoria/rodzaj: ulica
- Nazwa ulicy: ul. Wesoła (23884)[187].